# União de Armas
A União de Armas (em espanhol Unión de Armas) foi uma proposta política, apresentada por Gaspar de Guzmán, Conde-Duque de Olivares para uma maior cooperação militar entre os partes constituintes da Monarquia composta governada por Filipe IV da Espanha.
O plano era que cada um dos reinos governados por Filipe contribuísse equitativamente para um fundo do qual seriam mantidos 140.000 soldados para a defesa da monarquia. O plano era "uma tentativa mal disfarçada de integrar as instituições fiscais do império, o que gerou muita oposição nas Índias".

União de Armas.

A divisão das contribuições prevista era:
- Coroa de Castela, 44.000 soldados
- Países Baixos Espanhóis, 12.000 soldados
- Reino de Aragão, 10.000 soldados
- Reino de Valência, 6.000 soldados
- Principado da Catalunha, 16.000 soldados
- Reino de Portugal, 16.000 soldados
- Reino de Nápoles, 16.000 soldados
- Reino da Sicília, 6.000 soldados
- Ducado de Milão, 8.000 soldados
- Ilhas do Mediterrâneo e do Atlântico, 6.000 soldados

Embora a proposta tenha fracassado, foi um fator importante na crescente desconfiança na hegemonia da Castela que levou à Guerra dos Segadores na Catalunha e à Guerra da Restauração Portuguesa.